# Bariwala
Bariwala là một thị xã và là một nagar panchayat của quận Muktsar thuộc bang Punjab, Ấn Độ.

## Nhân khẩu
Theo điều tra dân số năm 2001 của Ấn Độ, Bariwala có dân số 7545 người. Phái nam chiếm 53% tổng số dân và phái nữ chiếm 47%. Bariwala có tỷ lệ 41% biết đọc biết viết, thấp hơn tỷ lệ trung bình toàn quốc là 59,5%: tỷ lệ cho phái nam là 35%, và tỷ lệ cho phái nữ là 47%. Tại Bariwala, 13% dân số nhỏ hơn 6 tuổi.